# Sv. Trojice vratislavská

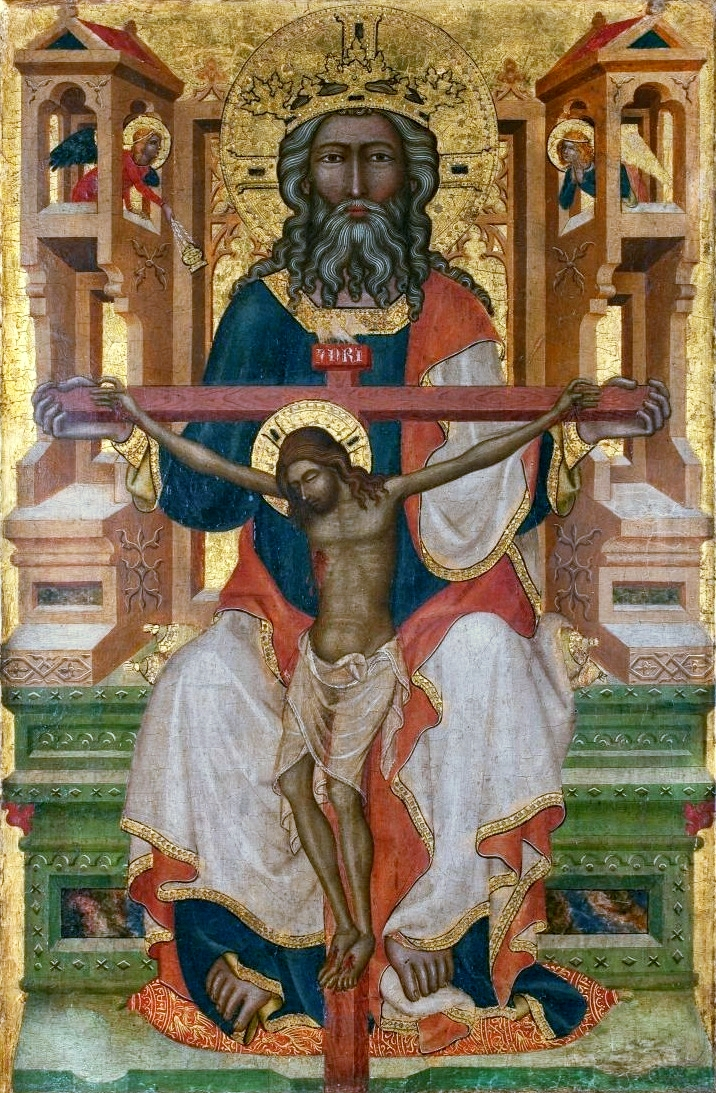
Sv. Trojice vratislavská

Sv. Trojice vratislavská (pol. Trójca Święta ze Świerzawy nebo Tron Łaski ze Świerzawy) je český gotický deskový obraz z doby kolem roku 1350.

## Historie obrazu
Obraz byl nalezen roku 1898 v podkroví kostela svatých Jana Křtitele a Kateřiny Alexandrijské v Swierzawě v Dolním Slezsku a odevzdán do diecézního muzea ve Vratislavi. Roku 1904 byl restaurován v Berlíně. Po roce 1945 byl v státních uměleckých sbírkách v Krakově (Wawel), v roce 1964 převeden do tehdejšího Wroclawského Slezského zemského muzea. V současnosti je ve sbírce Národního muzea ve Vratislavi (Wrocław).

## Dílo
Obraz je malován temperou na dubové desce s plátěným potahem. V křídovém podkladu je vyryta a černě vytažena kresba. Vyznačuje se přísnou symetrickou kompozicí, zjednodušením perspektivní projekce a precizní kresbou.
Deska patrně tvořila součást diptychu se Smrtí Panny Marie z Košátek téhož autora  a patří do okruhu dílny Mistra vyšebrodského oltáře.
Na český původ odkazuje řada shod v kresebných detailech s jinými díly, jako např. podobnost trůnu, ornamentů a podušky s obrazem Madony kladské, a příbuznou kompozici, figurální typy, modelaci a techniku malby se Smrtí Panny Marie z Košátek.